# Yvon Linteau
Yvon Linteau (1950 - 7 octobre 2012), dit Linto, était un monologuiste, metteur en scène et comédien québécois. 

## Biographie
Après des études en théâtre avec Joseph Mignolet à l'Université du Québec à Trois-Rivières, Linto se faisait le pilier de la scène théâtrale à Trois-Rivières. En 1976, il joignait la troupe du Théâtre de Face comme metteur en scène et comédien. On lui doit notamment des interprétations de l'œuvre de Woody Allen et d'avoir guidé les premiers pas de comédiennes d'origine trifluvienne comme Marie-Hélène Thibault et Marie Brassard. De 1975 jusqu'à son décès, il faisait partie de l'équipe de comédiens de l'École nationale de police du Québec dont il a marqué l'évolution de façon notable. Personnage lié à l'histoire du Zénob, il en était le monologuiste attitré de ses anniversaires. Un recueil posthume de ses monologues est à paraître.